# Xin
|  | Aquest article tracta sobre l'estat. Vegeu-ne altres significats a «Xin (lletra)». |

Xin (Chin State) és un estat de Myanmar amb 36.000 km² i un milió i mig d'habitants.
Està poblat per la nació dels Xin o Mizo, que també habita Mizoram a l'Índia. El 60% dels xin són cristians i la resta budistes o adherents de la religió tradicional. Són mongols originaris de la Xina i el Tibet que van arribar a la regió al segle ix i van viure independents sota caps tradicionals. La llengua Xin pertany al grup sinotibetà.
El seu símbol nacional és l'ocell (conegut com el Horn Bill) i la flor nacional és el Rododèndron (fins al punt que poèticament es diu al país dels Xin la Terra del Rododèndron).

## Tribus
Els Xin o Mizo es divideixen en les següents tribus:
| - Xin - Zarhtaung - Makan - Maihtai(Ka-the) - Zohton - Matu - Salai - Zopay - Miram o Mara - Linkaw (Lushai) - Zo - Mitai - Khami - Zanhnyat(Zanniyam) - Mwin - Auwakhami - Tapaung - Lushai (Lushay) - Khawno - Tidim (Tedim) - Laymyo - Khaungkho - Tayzan - Linte - Kaungsaingxin - Taichun | - Lauktu - Khwarlim - Tadoe - Lai - Khunli (Sim) - Htawyi - Laizo - Gante - Dim - Parkim (Mro) - Gwayte - Dai (Yindu) - Hwarlngo - Ngun - Naga - Ahnu - Hsizan - Tandu - Ahnan - Hsinhtan - Maryin - Ahshoxin (Myaypyan) - Saingzan - Lanam - Raungtu |

## Història
Cada llogaret del territori Xin era independent amb el seu propi govern i el cap era l'administrador del llogaret; el càrrec de cap era sovint hereditari, i alguns caps van arribar a dominar més d'un llogaret, inclòs zones grans. A Tlaisun (a l'actual districte de Falam) es practicava un sistema de govern democràtic amb l'elecció cada tres anys del cap per l'assemblea del poble, podent ésser elegit cap fins i tot un esclau o un sotmès (encara que normalment era elegit un membre de l'aristocràcia).
Els Xin s'enfrontaren als britànics per primer cop el 1826, a Paletwa, al Sud del país Xin. La primera invasió britànica va tenir lloc el 1872, la segona el 1888 i la tercera el 1895, després de la qual el país Xin fou incorporat l'Imperi de l'Índia Britànica. Els caps tradicionals van seguir als seus llocs després de la promulgació de la "Chin Hills Regulations" el 1896. L'elecció democràtica dels caps, allà on es feia, fou suprimida i els caps hereditaris van passar a ser la norma.
Com a resultat de la separació de Birmània de l'Índia Britànica el 1937, el país Xin fou dividit en dues parts: l'oest va romandre sota el govern de l'Índia; i l'est va quedar sota el govern de la Birmània britànica. Quan el 1947 l'Índia va accedir a la independència, el territori Xin sota el seu control fou encara dividit en dues parts: el territori anomenat Chittagong Hill Tracts va quedar dins del Pakistan (i després Bangladesh) i la resta dins de l'Índia (convertint-se més tard en l'estat de Mizoram). Llogarets poblats per Xin es troben, a més de l'Estat Xin de Myanmar i de l'Estat de Mizoram a l'Índia, a algunes províncies de Myanmar, a l'estat d'Arakan o Rakhine, a Tripura, Assam, Manipur i Nagaland.
La primera organització Xin a Myanmar fou la Unió Nacional Xin (Chin National Union), formada el 28 de febrer de 1928 a Hlih Yung, prop de Mindat, al sud de l'estat, sota la direcció del jove patriota xin Pu Vumthu Maung. El 1934 la Conferència del partit va demanar la independència dels Xins al govern britànic.
Representants britànics es van reunir amb els de la Unió Nacional Xin a Kanpalet el 29 de febrer de 1938, però van rebutjar la petició xin. Llavors els britànics foren expulsats de la ciutat. Trenta-sis líders locals xin (designats pels mateixos britànics) es van unir a la petició. 79 líders xin foren detinguts incloent Phu Vumthu Maung, empresonat a Ganggaw i més tard a Falam i a Tedim. Com que els presos xin rebien les simpaties del poble en aquestes presons dins del territori xin, van ser traslladats a Katha, al país Katxin. Foren alliberats amb la invasió japonesa però van mantenir la seva lluita política per la independència del país Xin.
A la Conferència de Panglong de 1947, en què les nacionalitats de la frontera birmana havien de decidir sobre una unió Birmana, els xin van acceptar entrar a la unió en igualtat amb les altres ètnies del país (inclosos els birmans) d'acord amb el tractat signat el 12 de febrer de 1947 per representants dels birmans, Xin, Katxin, Shan, Karen, Mon, Karenni, etc.

Bandera de l'Exèrcit Nacional Xin

A la independència de Birmània el 4 de gener de 1948, d'acord amb la constitució, el País Xin (Chinland) es va convertir en la Divisió Especial Xin (Chin Hills Special Division). Pu Vumthu Maung fou elegit Ministre d'afers xin. Es van crear organismes democràtics i la "Chin Hills Inquiry", encarregada d'investigar els desitjos del poble, i per això es va celebrar la conferència de Falam on el 20 de febrer de 1948 el sistema feudal fou abolit (5000 vots contra 17) i es va establir el sistema democràtic. El 20 de febrer fou designat dia nacional Xin.
La mort del general Aung San va fer que les clàusules del tractat no s'acomplissin i el 1962 els militars birmans encapçalats per Ne Win van prendre el poder i es va posar de fet fi a la unió acabant jurídicament l'acord. La nova constitució del 4 de gener de 1974 va apujar l'estatus de la divisió especial del país Xin que es va convertir en Estat Xin amb capital a Haka (la capital fins llavors era Falam). La lluita armada fou dirigida pel Front Nacional Xin. La bandera del Front Nacional Xin fou adoptada el juny de 1993 i és vermella, blanca i blava horitzontal amb l'emblema al mig. El Front Nacional Xin té com a branca militar l'Exèrcit Nacional Xin (Chin National Army), la bandera de la qual ja s'utilitzava abans del 1993, que té els mateixos colors i un estel de sis puntes daurat al centre.